# Simon Karetnik
Simon Nikítich Karétnik (en ucraniano: Семен Каретник; en ruso: Семён Никитич Каретников; Shagárove, vólost de Guliaipole, 1893-Melitópol, Ucrania, 26 de noviembre de 1920) fue un anarquista ucraniano.

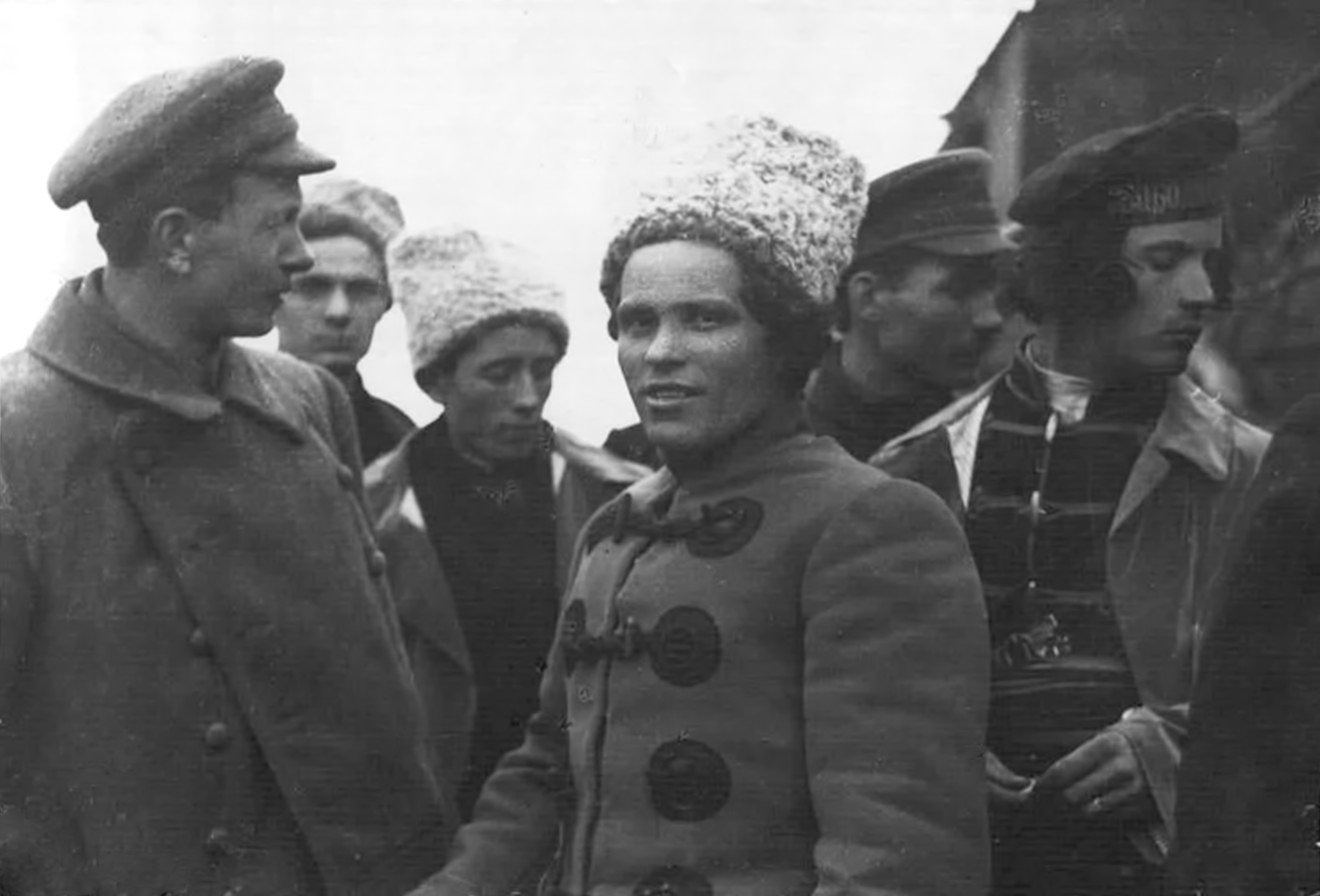
Fotografía de 1919 con Néstor Majnó (centro), Karétnik (tercero desde la izquierda) y Fedir Shchus (primero desde la derecha).

## Biografía
Natural de Juliaipole, Ucrania. Nacido en una familia de campesinos pobres, antes de la revolución trabajaba como criado en una granja. Abrazó las ideas del anarcocomunismo desde 1907. Fue comandante del Ejército Negro de Ucrania. De gran talento militar según el historiador anarquista Piotr Arshínov, dirigió las tropas contra el ejército ruso del general Piotr Wrangel en Crimea en 1920 y actuó en Simferópol.
Tras la victoria sobre las tropas de Wrangel, los bolcheviques convocaron a Karétnik y al estado mayor del ejército majnovista de Crimea para el 25 de noviembre una reunión militar en Guliaipole. Pero fue detenido por el Ejército Rojo mientras iba en camino, siendo fusilado el día siguiente en Melitópol.